# スクワイヤ・パットン・ボッグス
スクワイヤ・パットン・ボッグス（Squire Patton Boggs）は、アメリカ、ヨーロッパ、中東、アジア、豪州地域に拠点を持つ国際的な法律事務所。人員数で世界25大法律事務所の1社となる。　東京オフィスの名称はスクワイヤ外国法共同事業法律事務所。

## 沿革
- 1890年　前身事務所Squire, Sanders & Dempsey設立。
- 1955年　太平洋地域における前身事務所グラハム＆ジェイムスが初代東京オフィスを設置。
- 1987年　弁護士法の改正を受けて、グラハム＆ジェイムスが外国法事務弁護士事務所を設置。
- 2000年　グラハム＆ジェイムスがスクワイヤ・サンダースと統合。
- 2010年6月　東京オフィスが知的財産専門の三木・吉田法律特許事務所と統合。
- 2014年5月　スクワイヤ・サンダースがワシントンD.C.の大手法律事務所パットン・ボッグスと合併。
- 2014年7月　東京オフィスが間宮総合法律事務所と統合。[2]

## 関連人物
- ジョン・ベイナー（ワシントン事務所　前下院議長）
- トレント・ロット（ワシントン事務所　前上院議員、共和党の上院院内総務・院内幹事）